# Acquanauti
Acquanauti è una serie televisiva italiana trasmessa su Rai Gulp.

## Descrizione
La serie ideata è prodotta da Gabriele Andreoli per A.E. Media Corporation e RaiSat Ragazzi, con l'aiuto dell'Arma dei Carabinieri. Composta da sessanta episodi ognuno composto da 15 minuti. Le musiche sono a cura di Daniele Cestana e RaiTrade. Il programma è scritto e diretto da Paolo Rossini.

## Trama
Italo e Marino ci faranno scoprire con filmati, documentari, rubriche, leggende e curiosità del mondo marino con l'aiuto di Francesca Parisella.

## Personaggi
- Italo: è colui che fa da cicerone a tutti i telespettatori, vi porterà a scoprire i tesori del mare, vi insegnerà a rispettare la natura e facendovi divertire.
- Marino:  il cavalluccio, è meno sveglio di Italo, è ingenuo e semplice ma grazie alla sua semplicità, riesce a fare domande interessanti, poiché vuole colmare le lacune che ha sul conto del mare.